# Juan Manuel de la Peña Bonifaz
Juan Manuel de la Peña Bonifaz (fallecido en 1673) fue un oidor español que se desempeñó como 26.º gobernador y capitán general interinos de Filipinas del 28 de septiembre de 1668 al 24 de septiembre de 1669. Antes de su mandato como gobernador general, se desempeñó como oidor subalterno de la Real Audiencia de Manila, antes de ocupar el cargo de oidor mayor mediante el engaño. Sucedió a Diego de Salcedo como gobernador.

## Biografía
Estudió su bachiller en Cánones en la Universidad de Salamanca, donde se graduó el 21 de abril de 1646; los Reales Consejos lo recibieron como abogado el 5 de diciembre de 1650.
El 11 de junio de 1653 fue nombrado relator de la Real Audiencia de Santafé, en el Nuevo Reino de Granada, a donde se dirigió con su mujer, Jerónima Gómez. Hasta la llegada del nuevo titular de la posición de fiscal de la Real Audiencia, Baltasar Carlos Goñi, De la Peña desempeñó el cargo de forma interina de 1654 a 1660. Posteriormente fue responsable de la visita de trapiches, iniciada anteriormente por el fiscal Manuel de Escalante, además de la visita del valle de Tena y la ciudad de Tocaima.
El 26 de noviembre de 1662 fue nombrado relator de la Sala del Crimen de la Real Audiencia de México, puesto que no llegó a ocupar. El 12 de septiembre de 1663 fue nombrado oidor de la Real Audiencia de Manila, al quedar vacante la posición a la muerte de Francisco Samaniego. Embarcó hacia las Filipinas hacia marzo de 1664 con su segunda mujer, Jerónima de Noboa. En Manila tomó posesión de su cargo en 1667.

### Gobierno en Filipinas
El gobernador Diego de Salcedo había tenido una amarga disputa con el comisario de la Inquisición, José de Paternina Samaniego. La disputa escaló hasta el golpe de Estado, que derrocó el gobierno de Salcedo el 10 de octubre de 1668. Salcedo fue encarcelado y Paternina instaló a De la Peña como nuevo gobernador interino, con la ayuda de otros dos miembros de la Real Audiencia, Francisco de Montemayor y Mansilla y Francisco de Coloma, que posteriormente expulsó de la ciudad. A cambio, De la Peña tuvo que jurar lealtad a Paternina y trató de comprar lealtades —sobre todo de las tropas— con dinero y prebendas, usando todas las posesiones de Salcedo, así como el tesoro real en Manila. También encarceló a todos aquellos que consideraba partidarios de Salcedo, como a «Luis de Pineda Matienzo, al general Francisco Enríquez de Losada, al general Fernando de Bobadilla, a Nicolás de Sarmiento y Paredes, a Juan de Altamaren, al sargento mayor Antonio López de Quirós, a Diego Cortés y Puebla, al sargento mayor Juan de Beristain».
De la Peña no sabía que Carlos II ya había designado a un nuevo gobernador, Manuel de León, para reemplazar a Salcedo, incluso antes de que este último hubiera sido detenido. El 25 de diciembre de 1668, De la Peña ordenó que el debilitado Salcedo fuera deportado de regreso a México para ser juzgado por la inquisición. Salcedo falleció en el Océano Pacífico, de camino a Nueva España.
De León llegó a Leyte en julio de 1669. Cuando entró en Manila el 14 de septiembre, ya con órdenes de que todas las personas involucradas en el encarcelamiento de Salcedo fueran sometidas a juicios y castigos. Paternina, como comisionado de la Inquisición, era inmune a los cargos penales. De la Peña buscó refugio en un convento agustino de Manila cuando se enteró de la noticia. Los frailes negaron a entregar a De la Peña, considerando que estaba bajo la protección divina.
Una Real Cédula del 27 de octubre de 1671 ordenaba al gobernador Manuel de León que De la Peña fuese expulsado inmediatamente de las Filipinas con dirección a México, donde debía ser entregado a la iglesia de nuevo. La orden no pudo ser ejecutada, ya que De la Peña enfermó y falleció en diciembre de 1673.